# Сніговий пиріг
Сніговий пиріг (англ. Snow Cake) — незалежна кінодрама режисера Марка Еванса, що вийшла на екрани у Великій Британії 8 вересня 2006 року.
Фільм розповідає про стосунки між Ліндою, жінкою з аутизмом, і Алексом, чоловіком, який переживає психічний шок після автомобільної катастрофи, в якій загинула дочка Лінди.
Стрічку демонстрували та обговорювали на ІІ Міжнародній конференції з проблем аутизму в Уельсі, вона також була частиною програми на міжнародних кінофестивалях в Единбурзі, Торонто, Сіетлі, на фестивалі «Трайбека» і на Берлінському кінофестивалі.

## Сюжет
У придорожньому кафе Вів'єн Фрімен (Емілі Гемпшир) знайомиться з колишнім в'язнем Алексом Г'юзом (Алан Рікман), який повертається додому. Дівчина просить чоловіка відвезти її до матері. Невдовзі стається автомобільна троща, у якій Вів'єн гине. Коротке слідство доводить, що вини Алекса у тому, що сталося, немає. Переживши психічний шок, Алекс вирішує відвідати матір Вів'єн Лінду (Сіґурні Вівер), в якої аутизм. Лінда дізнається про смерть дочки буквально за кілька годин до приїзду Алекса, втім не виявляє жодних ознак горя чи скорботи. Ця жінка з маніакальною скрупульозністю підтримує чистоту і порядок в оселі й уникає торкатися пакетів зі сміттям (їх завжди виносила Вів'єн). Лінда наполягає, щоб Алекс залишився на кілька днів, дочекався прибуття сміттєвоза і допоміг їй позбутися відходів. Алекс погоджується залишитися навіть довше, щоби допомогти влаштувати похорон Вів'єн.
Під час перебування в містечку Алекс знайомиться і вступає в інтимні стосунки з молодою сусідкою Меґґі (Керрі-Енн Мосс), яку Лінда помилково вважає повією. Офіцер місцевої поліції, що залицяється до Меґґі, попереджає її про небезпеку знайомства з чоловіком, який недавно вийшов з тюрми, де відбував за вбивство. Меґґі не намагається вивідати в Алекса історію скоєного ним убивства, натомість сама відверто розкриває йому власну життєву драму. Зрештою, Алекс розповідає їй, що вбив людину-винуватця автомобільної катастрофи, в якій загинув його син. Про існування сина Алекс довідався лише за кілька днів до трощі (той народився внаслідок давнього позашлюбного зв'язку) і їхав на першу в житті зустріч з батьком.
Після похорону Вів'єн Алекс вирушає до матері свого загиблого сина. Лінда, яка раніше ненавиділа Меґґі й не дозволяла їй переступати поріг свого дому, змінює свою думку і дозволяє їй допомагати по господі замість загиблої дочки.

## Нагороди
У 2007 році фільм було номіновано в чотирьох категоріях на премію Канадської академії кіно- і телемистецтва («Джин»):
- Найкраща виконавиця головної ролі: Сіґурні Вівер
- Найкраща виконавиця другорядної ролі: Емілі Гемпшир
- Найкраща виконавиця другорядної ролі: Керрі-Енн Мосс
- Найкраща робота оператора: Стів Козенс

## Додаткова інформація
- Знімання фільму проходило у містечку Вава (Онтаріо, Канада), де й відбувається його дія.
- Дехто з критиків вважає роль Алекса Г'юза найвизначнішою за всю акторську кар'єру Алана Рікмана. Сценаристка фільму Анджела Пелл створила роль Алекса саме для нього. Сіґурні Вівер запросили на роль Лінди на прохання самого Рікмана.